# Станіслав Казимир Островський
Станісла́в Казими́р Остро́вський (пол. Stanisław Kazimierz Ostrowski; Варшава 1879 — 1947) — скульптор-модерніст.

## Біографія
Народився у Варшаві незадовго до смерті батька — скульптора Казимира Островського. Дитинство провів у родині батька, проживаючи разом із нею у Львові на Підзамчі. Закінчив львівську гімназію ім. Франца Йосипа I. Навчався у Художньо-промисловій школі на відділі рисунку, моделювання і декоративного живопису (1894—1895). Навчався скульптури у Краківській академії мистецтв у Альфреда Дауна і Константина Лащки (1895—1897 і 1899—1900). У період 1897 по 1899 завдяки державним стипендіям навчався у Флоренції в Августо Рівальто і в Римі. Вперше роботи скульптора експонувались у лютому і вересні 1899 року у Львові. У 1900—1901 роках працював у Варшаві. Від березня 1902 року разом із дружиною поетесою Броніславою Островською оселився у Львові. Відкрив майстерню спочатку у Готелі європейському, а потім у будинку № 5 на вулиці Січових Стрільців. В грудні того ж року влаштував першу персональну виставку. 1903 року викладав скульптуру у приватній школі Станіслава Батовського-Качора. Експонував шість скульптур на львівській виставці «Групи чотирьох» (до групи входили живописці Роман Братковський, Зефір Цвіклінський, Іван Труш). Навесні 1905 року у Львові взяв участь у виставці Товариства приятелів красних мистецтв із власною виокремленою в персональній залі експозицією своїх найновіших творів. Взяв також участь у виставках Товариства восени 1905 та взимку 1906 року. В травні 1906 виїхав до Мюнхена, після чого спроектував для Львова кілька пам'ятників, котрі з різних причин не були реалізовані. Помер 1947 року.

## Роботи
- Портрети варшавських митців виконані у варшавський період (1900—1901).
- Портрет літератора і критика Адама Лади Цибульського (1903, поліхромований гіпс, Національний музей у Кракові).
- Перша нагорода на конкурсі проектів фонтану із Богоматір'ю на площі Мар'яцькій (нині пл. Міцкевича) у Львові (1903—1904). В подальшому не прийнятий Міською радою до реалізації через надто «декадентський» (сецесійний) стиль.
- Надгробок Петра Хмельовського на Личаківському цвинтарі, виконаний за конкурсним проектом, що здобув 1904 року перше місце. Встановлений восени 1905, урочисто відкритий 10 червня 1906 року. Нині втрачено медальйон з надгробку і факел, що знаходився у руці плакальниці.
- Пам'ятна таблиця Петрові Хмельовському із бронзовим горельєфом у львівському костелі святого Миколая (1906, не збережений).
- Серія портретів львівських літераторів, вчених і художників. За стилем сецесійних із деякими елементами раннього експресіонізму (1904—1906).
- Пам'ятник невідомому солдату у Варшаві (1925)[1].
- Пам'ятник невідомому солдату в Лодзі, урочисто відкритий в березні 1925.
- Проекти нереалізованих пам'ятників у Львові: Владиславові Ягайлові (1910, гіпсова модель у Львівській галереї мистецтв) і Янові Каспровичу (1930) на площі Академічній (нині проспект Шевченка).
- Кінна статуя короля Владислава Ягайла виконана в бронзі для всесвітньої виставки 1939 року в Нью-Йорку. Нині знаходиться в Центральному парку Нью-Йорка.

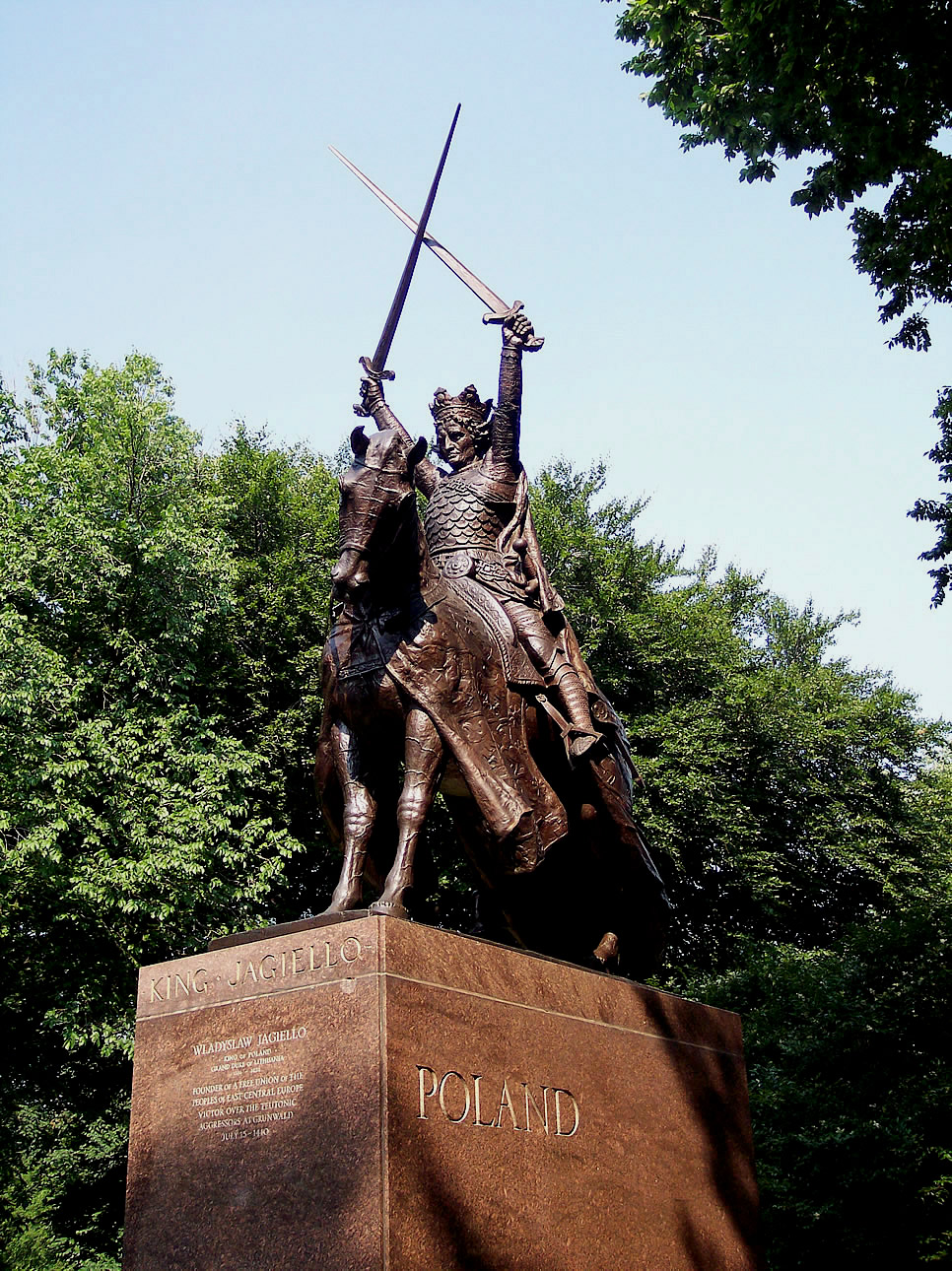
Пам'ятник Владиславу Ягелло. Центральний парк, Нью-Йорк
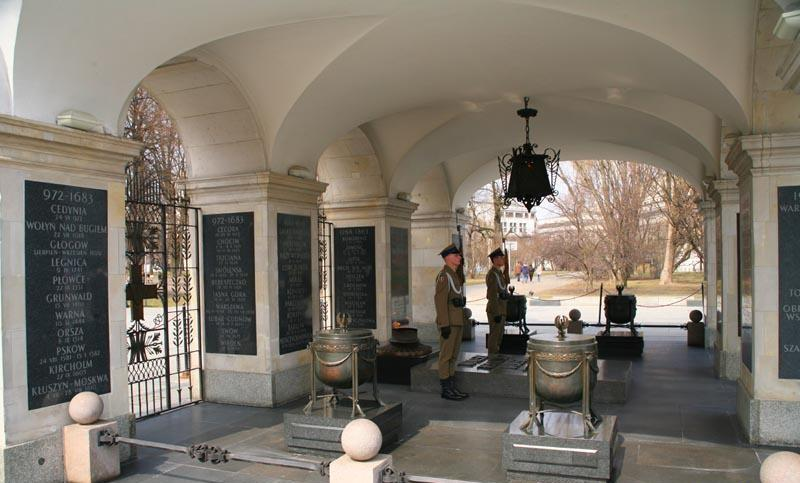
Пам'ятник невідомому солдату, Варшава
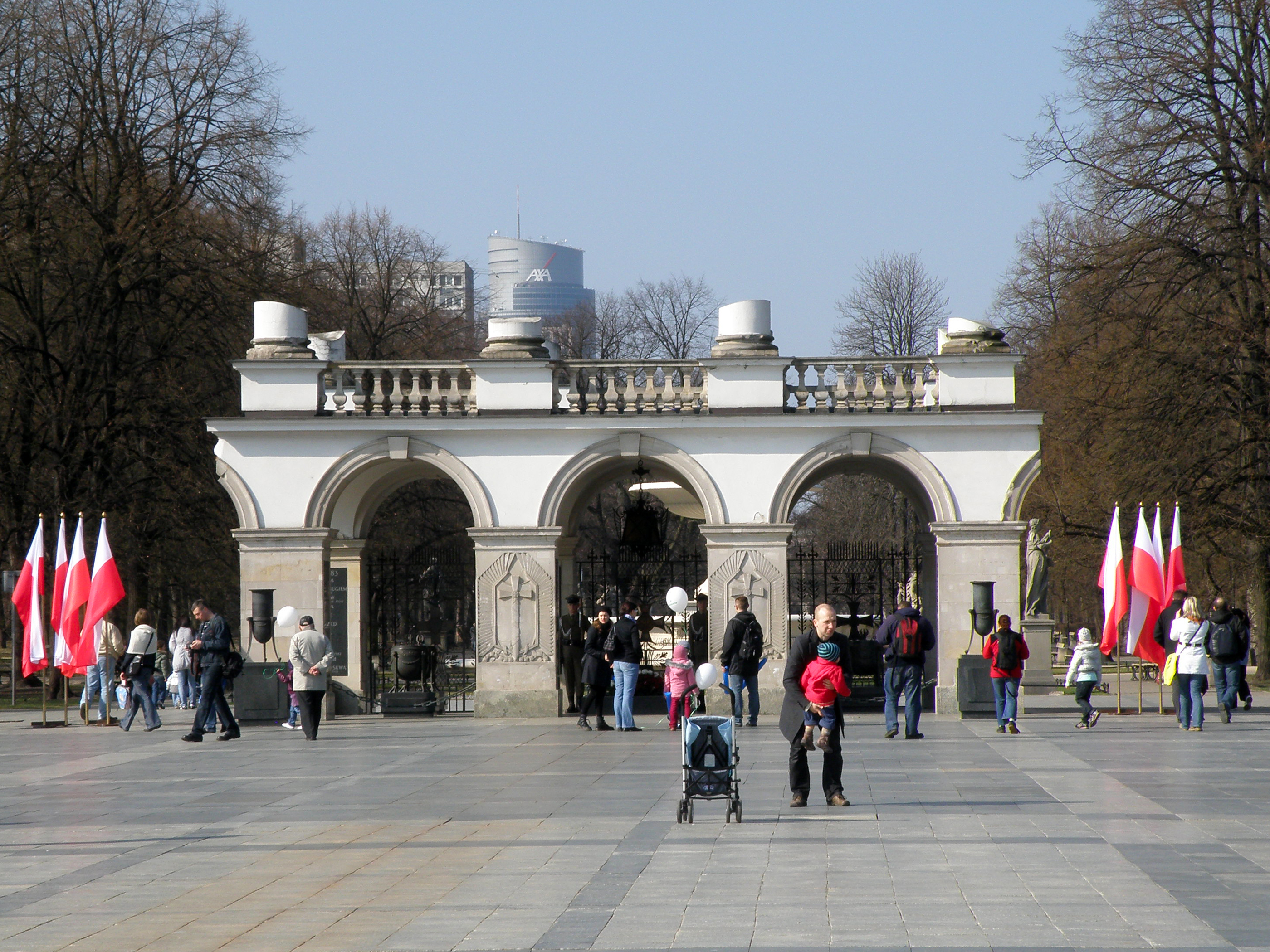
Пам'ятник невідомому солдату, Варшава
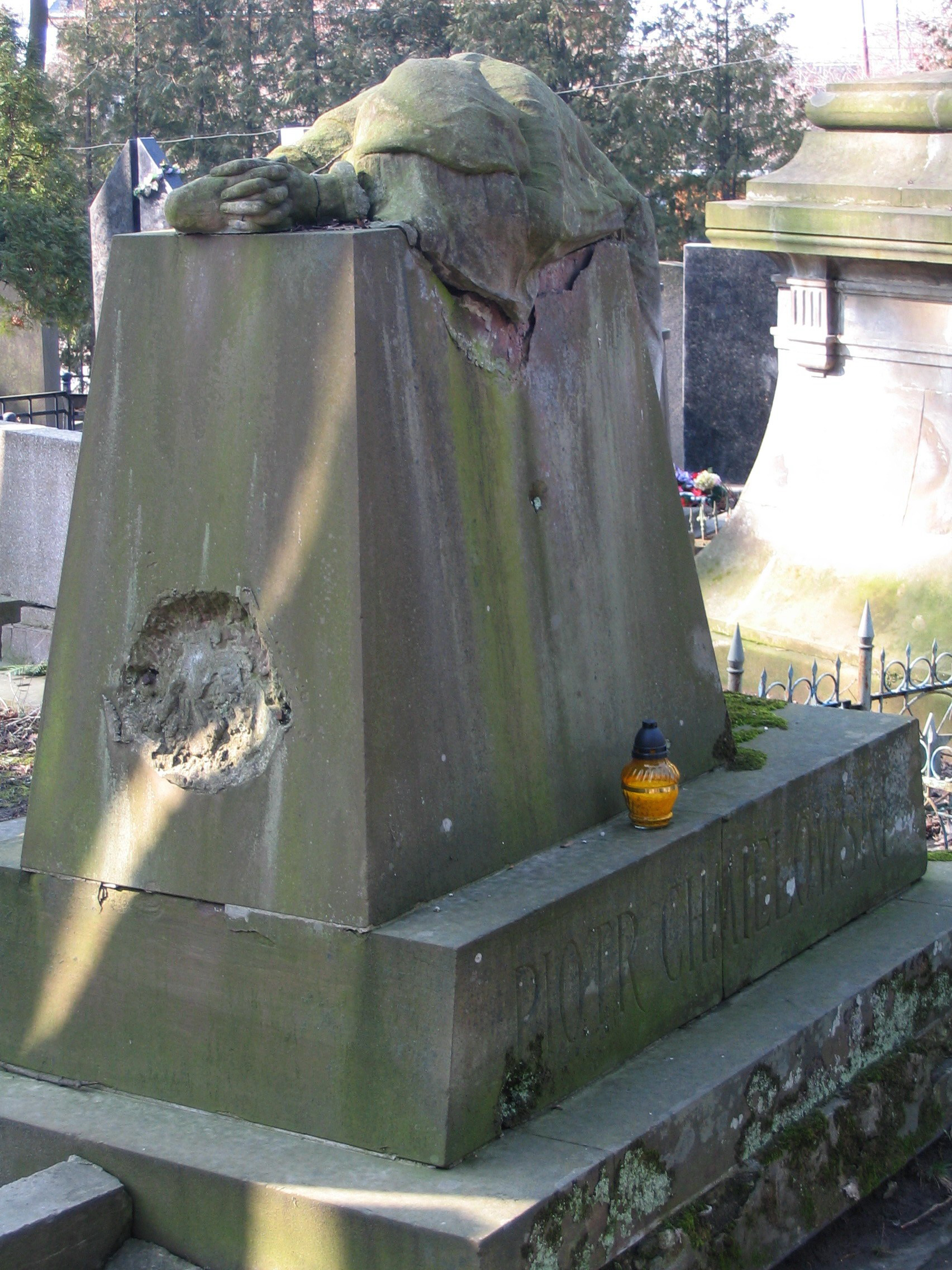
Надгробок Хмельовського. Личаківський цвинтар, Львів